# At Christmas (Sara Evans)
At Christmas è l'ottavo album in studio (il primo natalizio) della cantante country statunitense Sara Evans, pubblicato nel 2014.

## Tracce
1. At Christmas
2. Have Yourself a Merry Little Christmas
3. The Twelve Days of Christmas (feat. Olivia & Audrey)
4. Silent Night
5. Winter Wonderland
6. O Holy Night
7. Run Rudolph Run
8. I'll Be Home for Christmas
9. Go Tell It on the Mountain
10. O Come All Ye Faithful